# Hügelsheim
Hügelsheim è un comune tedesco di 4 710 abitanti, situato nel land del Baden-Württemberg.

## Storia

### Simboli
Nella seconda partizione è rappresentato il simbolo del vecchio villaggio di Hügelsheim, la griglia di san Lorenzo, patrono di una cappella del paese. Questa figura appariva già in sigillo alla fine del XVIII secolo. 
Nel gennaio del 1901 venne adottato lo stemma attuale, combinando questo simbolo con il blasone dei Geroldseck (d'oro, alla fascia di rosso), Signori di Hügelsheim nel XIII secolo.

## Amministrazione

### Gemellaggi
- Cartoceto
- Cold Lake (Alberta)